# Bertil Olsson (generaldirektör)
Sven Olof Bertil Olsson, född 14 december 1912 i Traryds församling, Kronobergs län, död 10 augusti 2002 i Västerleds församling, Stockholm, var en svensk generaldirektör.

## Biografi
Olsson blev filosofie kandidat vid Lunds universitet1935 och politices magister 1939. Han blev direktör för länsarbetsnämnden i Västerbottens län 1946, byrådirektör vid Arbetsmarknadsstyrelsen 1948, t.f. kansliråd på Socialdepartementet 1955, e.o. 1956 samt generaldirektör och chef för Arbetsmarknadsstyrelsen 1957–1972. 
Olsson var expert vid Internationella arbetsbyrån i Genève 1950–1952, Sveriges representant i Organization for European Economic Cooperations arbetskraftskommission 1953, ledamot av Nordiska arbetsmarknadsutskottet från 1954, ILO-kommissionen från 1957, ordförande för Institutet för arbetsmarknadsfrågor från 1966 och för Arbetsmedicinska institutet från 1966. Han var ordförande i Statsföretag AB 1973–1978. Bertil Olsson är begravd på Bromma kyrkogård.